# Бельская, Любовь Юрьевна
Любовь Юрьевна Бельская (род. 14 марта 1980, Новосибирск) — российская дзюдоистка, чемпионка и призёр чемпионатов России, призёр чемпионатов мира среди военнослужащих, мастер спорта России международного класса.

## Биография
Выпускница Новосибирского государственного педагогического университета. Выступала за Вооружённые силы (Новосибирск). Член сборной команды страны в 1999—2008 годах. В 2008 году оставила большой спорт.

## Спортивные результаты
- Чемпионат России среди кадетов 1995 года — ;
- Чемпионат России среди юниоров 1997 года — ;
- Чемпионат России среди юниоров 1998 года — ;
- Чемпионат Европы среди юниоров 1998 года — ;
- Чемпионат Европы среди юниоров 1999 года — ;
- Чемпионат России по дзюдо 1999 года — ;
- Чемпионат России среди молодёжи 2000 года — ;
- Чемпионат России по дзюдо 2002 года — ;
- Чемпионат России по дзюдо 2003 года — ;
- Чемпионат России по дзюдо 2007 года — .